# Barbara Zlobec
Barbara Zlobec, slovensko-italijanska klasična filologinja, učiteljica, prevajalka, * 10. oktober 1971, Trst.

## Življenje in delo
Rodila se je v Trstu, oče Pavel, astronom, mati Anamarija (rojena Volk), učiteljica. Obvezne osnovne šole je obiskovala v Trstu pri Sv. Jakobu, nato se je vpisala na slovenski klasični licej v Trstu, kjer je maturirala leta 1990. Študirala je na Univerzi v Trstu in sicer na Fakulteti za stare jezike (Facoltà di lettere e filosofia), diplomirala je leta 1994. Nato je magistrirala leta 1998 na Univerzi v Ljubljani na Filozofski fakulteti - Oddelek za klasično filologijo. Na isti fakulteti je doktorirala leta 2002 z doktorsko disertacijo Tržaški humanist Andreas Rapicius (1533-1573) in njegovo pesniško delo.
Barbara Zlobec je začela s poučevanjem na višji srednji šoli v Trstu oziroma na Državnem znanstvenem liceju Franceta Prešerna s slovenskim učnim jezikom že leta 1994. Poučevala je slovenščino, latinščino, staro grščino, geografijo, zgodovino in državljansko vzgojo. Sedaj pa poučuje na slovenskem klasičnem liceju Primoža Trubarja v Gorici. Zelo rada prevaja iz latinščine in stare grščine.
Barbara Zlobec je zelo aktivna prevajalka iz starih jezikov, objavila je že celo vrsto publikacij in člankov ter sodeluje tudi pri urejevanju učbenikov in slovarjev.
Leta 2023 je prvič prevedla v slovenščino iz latinščine Plutarhove Spise o Živalski psihologiji.
Barbara Zlobec je že več let tajnica pri Slovenskem visokošolskem Skladu Sergij Tončič iz Trsta.
Članica je tudi društva Museo del caffè di Trieste (Muzej kave iz Trsta), kjer ima vlogo tajnice.